# Fadilla
Annia Aurelia Fadilla, plus communément connue sous le nom de Fadilla (159 - morte après 190) était l'une des filles de Marc Aurèle et de sa femme Faustine la Jeune. Elle était la sœur de Lucilla et de Commode. Fadilla est nommée en l'honneur de sa tante maternelle décédée Aurelia Fadilla. Le cognomen Fadilla était le cognomen de la mère et d'une demi-sœur d'Antonin le Pieux. Ses grands-parents maternels étaient Antonin et Faustine l'Ancienne et ses grands-parents paternels étaient Domitia Lucilla et le préteur Marcus Annius Verus. 

## Biographie
Fadilla est née et a grandi à Rome. Sous le règne de son père, elle épousa Marcus Peducaeus Plautius Quintillus, un sénateur romain qui servit plus tard deux fois comme consul et comme augure, et un neveu de l'empereur romain Lucius Verus qui avait co-gouverné avec son père de 161 à 169 et par adoption. était son oncle. La mère de Plautius Quintillus était Ceionia Fabia, sœur de Lucius Verus. Fadilla enfanta deux enfants : un fils, (Plautius) Quintillus, et une fille, Plautia Servilla. 
Lorsque son père mourut en 180, son frère Commode lui succéda comme empereur romain. Pendant le règne de Commode, Fadilla et sa famille ont vécu dans un palais privé sur la colline du Capitole à Rome qui a été plus tard accordé par l'empereur romain Elagabalus (218-222) comme l'une des résidences préférées de sa mère. Son mari est devenu l'un des principaux conseillers de Commode. 
Selon Hérodien (Histoire de l'Empire romain 1.13.1), Fadilla a mis en garde Commode au sujet de Marcus Aurelius Cléandre, un préfet prétorien, qui devenait trop puissant. Avec l'aide de l'une de ses sœurs, elle a découvert et révélé une conspiration de palais visant le retrait de Commode en 189. 

## Sources
- « Women of History - F », A Bit of History
- Lendering, « Fadilla », Jona Lendering, Livius.org, 2007